# Distrito de West Khasi Hills
West Khasi Hills es un distrito de la India en el estado de Megalaya. Código ISO: IN.ML.WK.
Comprende una superficie de 5 247 km².
El centro administrativo es la ciudad de Nongstoin.

## Demografía
Según censo 2011 contaba con una población total de 385 601 habitantes, de los cuales 190 973 eran mujeres y 194 628 varones.